# 220 років м. Миколаєву (монета)
«220 ро́ків м. Микола́єву» — ювілейна монета номіналом 5 гривень, випущена Національним банком України, присвячена «гордості корабелів», важливому суднобудівному, промисловому, адміністративному та культурному центру Південної України — місту Миколаєву, яке розташоване на берегах Бузького лиману.
Монету введено в обіг 7 вересня 2009 року. Вона належить до серії «Стародавні міста України».

## Опис монети та характеристики
| Номінал грн. | Метал      | Маса, г | Діаметр, мм | Якість виготовлення       | Гурт     | Тираж, штук |
| ------------ | ---------- | ------- | ----------- | ------------------------- | -------- | ----------- |
| 5            | нейзильбер | 16,54   | 35,0        | спеціальний анциркулейтед | рифлений | 35 000      |

### Аверс
На аверсі монети розміщено: напис півколом — «НАЦІОНАЛЬНИЙ БАНК УКРАЇНИ», малий Державний Герб України, під яким — чайка, композицію: Варварівський міст, крейсер, побудований у Миколаєві, унизу — якір, ровесник міста, виготовлений у 1789 році, під яким рік карбування монети «2009» та напис півколом «П'ЯТЬ ГРИВЕНЬ», логотип Монетного двору Національного банку України.

### Реверс

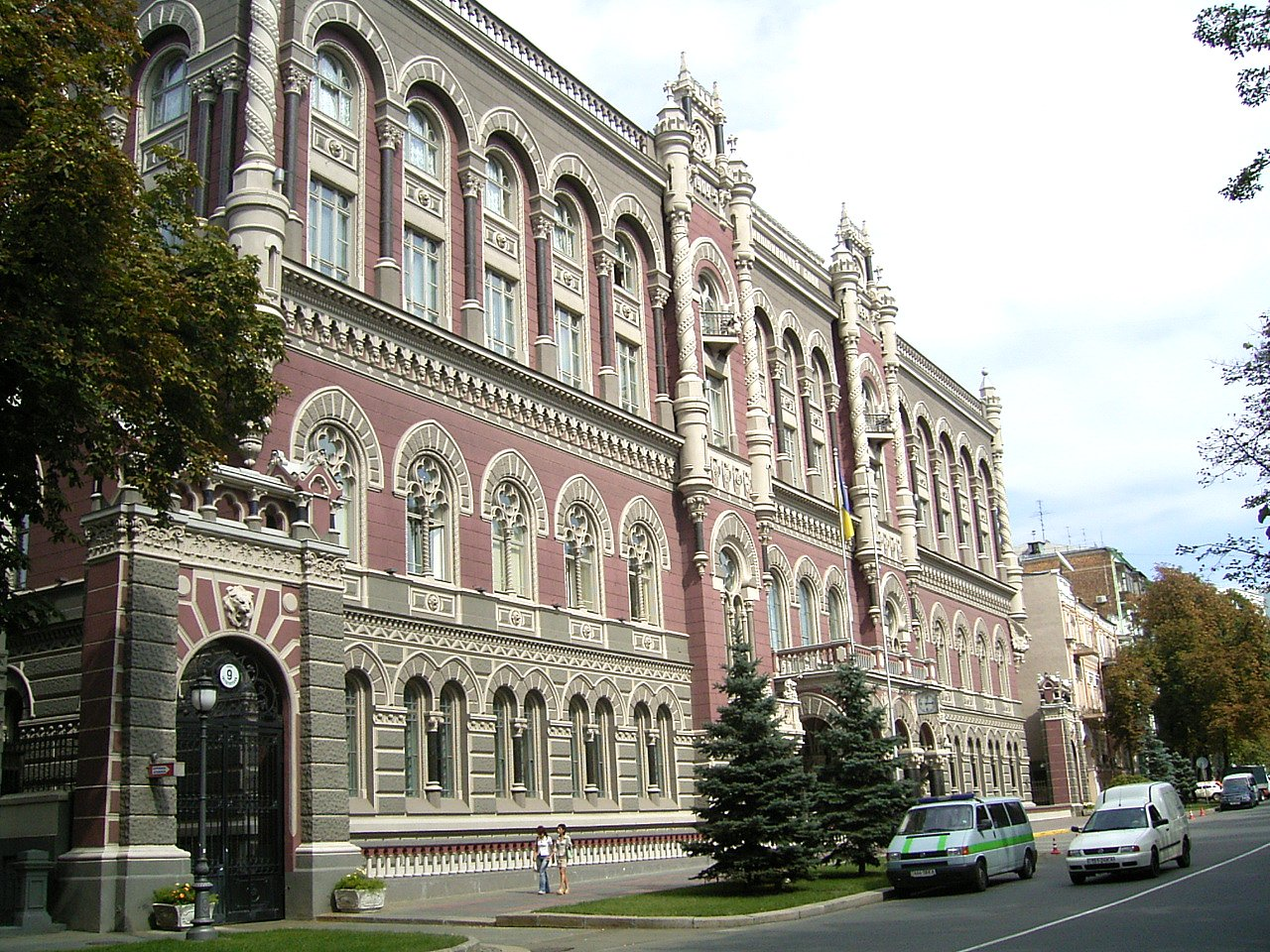
Будівля Національного банку України

На реверсі монети зображено фрегат «Святий Миколай» — перший корабель, побудований на Миколаївській верфі, на тлі архітектурних пам'яток міста — Миколаївської астрономічної обсерваторії та будинку штабу Головного командувача Чорноморського флоту, угорі — герб міста, під яким напис «МИКОЛАЇВ», унизу напис — «РІК ЗАСНУВАННЯ/1789».

## Автори
- Художник — Іваненко Святослав.
- Скульптор — Іваненко Святослав.

## Вартість монети
Ціна монети — 20 гривень, була вказана на сайті Національного банку України в 2013 році.
Фактична приблизна вартість монети, з роками змінювалася так:
| Рік        | 2010 | 2011 | 2012 | 2013 | 2014 | 2015 | 2016 | 2017 | 2018 | 2019 | 2020 | 2021 | 2022 | 2023 | 2024 | 2025 |
| ---------- | ---- | ---- | ---- | ---- | ---- | ---- | ---- | ---- | ---- | ---- | ---- | ---- | ---- | ---- | ---- | ---- |
| Ціна, грн. | 30   | 30   | 30   | 40   | 55   | 80   | 140  | 190  | 190  | 190  | 200  | 200  | 200  | 350  | 470  | 480  |